# Avril Bray
Avril Bray, po mężu Malley (ur. 15 kwietnia 1957 w Dungannon) – brytyjska judoczka. Uczestniczka turnieju pokazowego na igrzyskach w Seulu 1988, gdzie siódme siódme miejsce w wadze półciężkiej.
Brązowa medalistka mistrzostw świata w 1980, piąta w 1986 i 1987; uczestniczka zawodów w 1982. Złota medalistka igrzysk Wspólnoty Narodów w 1986, gdzie reprezentowała Irlandię Północną. Zdobyła sześć medali mistrzostw Europy w latach 1978 - 1987. Wygrała mistrzostwa Wspólnoty Narodów w 1988 roku. 

## Letnie Igrzyska Olimpijskie 1988
| Konkurencja | Eliminacje          | Klas. końcowa |
| Konkurencja | Przeciwnik I        | Miejsce       |
| ----------- | ------------------- | ------------- |
| 72 kg       | Yōko Tanabe (JPN) P | 7.            |